# ابرلاوترباخ
ابرلاوترباخ (به فرانسوی: Oberlauterbach) یک کمون در فرانسه با جمعیت ۵۱۸ نفر است که در Canton of Seltz واقع شده‌است.